# Picot negre nord-americà
El picot negre nord-americà (Hylatomus pileatus) és una espècie d'ocell de la família dels pícids (Picidae) 

## Descripció
- Gran picot amb una llargària de 40-48 cm i 250-340 g de pes.
- De color general negre, amb capell i cresta vermella (el mascle també el front). Línea ocular i clatell negre. Sota aquesta, una línea blanca que es continua pels costats del coll. A continuació una línea des del bec fins al pit, completament negra en la femella, i vermella al costat del bec als mascles. Mentó i gola blanc.
- Gran taca blanca sota les ales, visible en vol.
- Potes i bec gris. Ales arrodonides.

## Hàbitat i distribució
Habita boscos i encara parcs de les ciutats d'Amèrica del Nord, des de la Colúmbia Britànica cap a l'est, a través del sud del Canadà fins Nova Escòcia i, cap al sud, per l'oest dels Estats Units fins a Califòrnia, i per l'est fins a Florida.

## Subespècies
- D. p. abieticola (Bangs, 1898). Des del sud del Canadà cap al sud fins l'oest, nord i nord-est dels Estats Units.
- D. p. pileatus (Linnaeus, 1758). Sud-est dels Estats Units.